# Oberkochen
Oberkochen – miasto w Niemczech, w kraju związkowym Badenia-Wirtembergia, w rejencji Stuttgart, w regionie Ostwürttemberg, w powiecie Ostalb.
Leży w Jurze Szwabskiej, nad rzeką Brenz, ok. 6 km na południe od Aalen, przy drodze krajowej B19, autostradzie A7 i linii kolejowej Ulm–Aschaffenburg.
W Oberkochen znajduje się siedziba główna firmy Carl Zeiss.